# Ortobicúpula triangular elongada
En geometría, la ortobicúpula triangular elongada es uno de los sólidos de Johnson (J35). Como sugiere su nombre, puede construirse elongando una ortobicúpula triangular (J27) insertando un prisma hexagonal entre sus dos mitades. El sólido resultante es superficialmente similar al rombicuboctaedro (uno de los sólidos arquimedianos), con la diferencia de que tiene triple simetría rotacional sobre su eje en lugar de simetría cuádruple.
Los 92 sólidos de Johnson fueron nombrados y descritos por Norman Johnson en 1966.

## Volumen
El volumen de J35 puede calcularse como sigue: 
J35 se compone de 2 cúpulas y un prisma hexagonal.
Las dos cúpulas forman 1 cuboctaedro = 8 tetraedros + 6 medios octaedros.
1 octaedro = 4 tetraedros, así que en total hay 20 tetraedros.
¿Cuál es el volumen de un tetraedro?
Constrúyase un tetraedro cuyos vértices coincidan con los vértices alternos de un cubo (de lado {\displaystyle {\frac {1}{\sqrt {2}}}}, si el tetraedro tiene aristas unitarias). Las cuatro pirámides triangulares que quedan si se quita el tetraedro del cubo forman medio octaedro = 2 tetrahedra. Por tanto,
{\displaystyle V_{tetraedro}={\frac {1}{3}}V_{cubo}={\frac {1}{3}}{\frac {1}{{\sqrt {2}}^{3}}}={\frac {\sqrt {2}}{12}}}
El cálculo del prisma hexagonal es más directo. El hexágono tiene área {\displaystyle 6{\frac {\sqrt {3}}{4}}}, por lo que
{\displaystyle V_{prisma}={\frac {3{\sqrt {3}}}{2}}}
Finalmente,
{\displaystyle V_{J_{35}}=20\cdot V_{tetraedro}+V_{prisma}={\frac {5{\sqrt {2}}}{3}}+{\frac {3{\sqrt {3}}}{2}}}
Valor aproximado:
{\displaystyle V_{J_{35}}=4,9550988153084743549606507192748}